# رزیدنت ایول: به راکون سیتی خوش آمدید
رزیدنت ایول: به راکون سیتی خوش آمدید (به انگلیسی: Resident Evil: Welcome to Raccoon City) فیلمی در ژانر اکشن ترسناک به نویسندگی و کارگردانی یوهانس رابرتس و محصول سال ۲۰۲۱ کشورهای ایالات متحده و آلمان است. این فیلم به عنوان نسخهٔ بازراه‌اندازی شده مجموعه فیلم‌های رزیدنت ایول به‌شمار می‌رود، که خود آن نیز با الهام از مجموعه بازی‌های ویدئویی به همین نام از شرکت کپ‌کام ساخته شده است. کایا اسکودلاریو، هانا جان کامن، رابی امل، اون جوگیا، تام هاپر، نیل مک‌دونا، لی‌لی گائو و دانل لوگ بازیگران فیلم هستند. بر طبق گفته‌های رابرتس، فیلم بر پایه داستان اصلی در سال ۱۹۹۸ روایت خواهد شد، و بر اساس عناصر نسخه‌های اول و دوم بازی ساخته شده است.
نمایش افتتاحیه رزیدنت ایول در ۱۹ نوامبر ۲۰۲۱ و در سینما گرند رکس شهر پاریس بود، و سپس در تاریخ ۲۴ نوامبر ۲۰۲۱، توسط سونی پیکچرز ریلیزینگ در ایالات متحده اکران شد. این فیلم با واکنش‌های متفاوتی از سوی منتقدان همراه بود اما وفاداری به محتوای اصلی داستان و دو نسخهٔ اولیه بازی مورد تحسین قرار گرفت، و ۴۲ میلیون دلار در سراسر جهان فروش کرد در حالی که ۲۵ میلیون دلار بودجه ساخت آن بوده است.

## داستان
در دهه ۱۹۸۰، کلر ردفیلد و برادر بزرگترش کریس در پرورشگاه راکون سیتی زندگی می‌کنند. کلر با لیزا تروور، دختری با ظاهری ناهنجار که توسط دکتر ویلیام برکین (کارمند شرکت آمبرلا) مورد آزمایش‌های غیرانسانی قرار گرفته بود، دوست می‌شود. کلر موفق به فرار از پرورشگاه می‌شود.
در سال ۱۹۹۸، کلر به راکون سیتی بازمی‌گردد. در مسیر، راننده کامیونی که او را سوار کرده بود به طور تصادفی به یک زن برخورد می‌کند که ناپدید می‌شود. سگ دوبرمن راننده با لیس زدن خون باقیمانده، به تدریج رفتار تهاجمی از خود نشان می‌دهد. در یک رستوران، افسر پلیس تازه‌کار لیان اس. کندی متوجه می‌شود صاحب رستوران از چشمانش خونریزی دارد. کلر به کریس در مورد آزمایش‌های غیرقانونی آمبرلا هشدار می‌دهد و روزنامه‌نگار بن برتولوچی را به عنوان منبع خود معرفی می‌کند. پس از ترک کریس، کودکی از دست مادرش که هر دو رفتار خشن و خون‌آلودی دارند، به خانه پناه می‌آورد. کلر موفق به فرار می‌شود.
در ایستگاه پلیس، تیم آلفای استارز با رئیس برایان آیرونز ملاقات می‌کنند که توضیح می‌دهد تیم براوو در حین بررسی یک مرگ در عمارت اسپنسر ناپدید شده‌اند. تیم آلفا متشکل از کریس، جیل ولنتاین، ریچارد آیکن، برد ویکرز و آلبرت وسکر برای بررسی به عمارت فرستاده می‌شوند. وسکر که در خفا برای یک گروه ناشناس کار می‌کند، مأموریت دارد ویروس برکین را بدزدد. در عمارت، تیم با زامبی‌هایی که در حال خوردن اجساد تیم براوو هستند مواجه می‌شوند. برد گاز گرفته شده و هلیکوپتر را سقوط می‌دهد. ریچارد خورده می‌شود و کریس و جیل به راهروی مخفی‌ای که وسکر باز کرده بود فرار می‌کنند.
راننده کامیون که توسط سگش گاز گرفته شده بود، به زامبی تبدیل شده و کامیون را جلوی ایستگاه پلیس تصادف می‌دهد. رئیس آیرونز سعی می‌کند از شهر فرار کند اما توسط محافظان آمبرلا که در حال مهار شیوع هستند مورد اصابت قرار می‌گیرد. او به ایستگاه بازمی‌گردد، جایی که کلر و لئون با برتولوچی که در سلول زندانی است مواجه می‌شوند. برتولوچی توسط یک زندانی زامبی گاز گرفته می‌شود و ایستگاه پلیس مورد هجوم قرار می‌گیرد. لئون، کلر و آیرونز به پرورشگاه فرار می‌کنند تا تونل مخفی آمبرلا به عمارت را پیدا کنند.
یک لیکر آیرونز را می‌کشد و به لئون حمله می‌کند، اما لیزا او را نجات می‌دهد. او کلر را شناخته و کلیدهای راهروی مخفی را به آن‌ها می‌دهد. آن‌ها آزمایشگاه مخفی‌ای را کشف می‌کنند که در آن آمبرلا روی کودکان آزمایش می‌کرده است. وسکر در داخل با دکتر برکین و خانواده‌اش مواجه شده و با آن‌ها درگیر تیراندازی می‌شود. او همسر برکین را در دفاع از خود می‌کشد. جیل به وسکر شلیک می‌کند. وسکر که به ظاهر می‌میرد، به جیل می‌گوید قبل از نابودی شهر توسط شرکت آمبرلا از طریق قطار زیرزمینی فرار کند. برکین خود را با «ویروس جی» تزریق کرده و جهش می‌یابد.
کریس، شرلی برکین، جیل، کلر و لئون سوار قطار می‌شوند اما با نابودی راکون سیتی، قطار از ریل خارج می‌شود و نسخه هیولایی دکتر برکین به آن‌ها می‌رسد. لئون هیولا را با راکت‌انداز نابود می‌کند. در حالی که شرکت آمبرلا ادعا می‌کند هیچ بازمانده‌ای در شهر نبوده، پنج بازمانده از تونل قطار خارج شده و راکون سیتی را ترک می‌کنند.
در صحنه میان تیتراژ، وسکر در یک کیسه بدن از خواب بیدار می‌شود و قادر به دیدن نیست. یک فرد مرموز عینک آفتابی به او داده و خود را ایدا وانگ معرفی می‌کند.

## بازیگران
- کایا اسکودلاریو در نقش کلر ردفیلد: خواهر کوچک کریس که در حال تحقیق در مورد شرکت آمبرلا است
- هانا جان کامن در نقش جیل ولنتاین: یکی از اعضای گروه تیم آلفای استارز (گروه تاکتیک‌های ویژه و خدمات امداد و نجات) و همکار کریس
- رابی امل در نقش کریس ردفیلد: برادر بزرگتر کلر و یکی از اعضای تیم آلفای استارز
- اون جوگیا در نقش لیان اسکات کندی: یک افسر تازه‌کار در اداره پلیس شهر راکون که همراه با کلر و چیف آیرن سعی در فرار از شهر راکون دارند
- تام هاپر در نقش آلبرت وسکر: یکی از اعضای تیم آلفای استارز که نقش یک جاسوس دوجانبه را برای شرکت رقیب ایفا می‌کند
- نیل مک‌دونا در نقش ویلیام برکین: یکی از رهبران آزمایش‌های شرکت آمبرلا
- دانل لوگ در نقش چیف برایان آیرن
- چاد روک در نقش ریچارد آیکن
- لی‌لی گاعو در نقش ایدا وانگ